# 氷川きよし・演歌名曲コレクション14〜あの娘と野菊と渡し舟〜
「氷川きよし・演歌名曲コレクション14〜あの娘と野菊と渡し舟〜」は、2011年6月1日に発売された氷川きよしのアルバム。

## 解説
- 初回限定盤のAタイプと通常盤のBタイプがリリースされた。ジャケット・ブックレット内容・初回生産分封入のスペシャルステッカーはAタイプとBタイプでそれぞれ異なっている。また、初回限定盤のAタイプには、シングル「あの娘と野菊と渡し舟」のBタイプカップリング曲「夜明けの十字路」のPVが収録されたDVDが同梱されている[5][6]。

## 収録曲
出典→
1. あの娘と野菊と渡し舟 [5:01]
作詞：水木れいじ、作曲：水森英夫、編曲：伊戸のりお
2. きよしの銭形平次 [3:14]
作詞：かず翼、作曲：宮下健治、編曲：伊戸のりお
3. 海沿いのふるさと [4:51]
作詞：いではく、作曲：伊藤雪彦、編曲：伊戸のりお
4. 今夜も片想い [3:51]
作詞：仁井谷俊也、作曲：桧原さとし、編曲：伊戸のりお
5. 望郷しぶき [4:38]
作詞：菅麻貴子、作曲：宮下健治、編曲：蔦将包
6. なごりの波止場 [4:46]
作詞：たきのえいじ、作曲：大谷明裕、編曲：南郷達也
7. お月さん今晩は [3:29]
作詞：松村又一、作曲：遠藤実、編曲：石倉重信
※原曲歌唱：藤島桓夫
8. 黒百合の歌 [3:23]
作詞：菊田一夫、作曲：古関裕而、編曲：石倉重信
※原曲歌唱：織井茂子
9. 東京五輪音頭 [3:37]
作詞：宮田隆、作曲：古賀政男、編曲：石倉重信
※原曲歌唱：三波春夫
10. 九段の母 [3:40]
作詞：石松秋二、作曲：能代八郎、編曲：石倉重信
※原曲歌唱：二葉百合子
11. 青春の城下町 [3:43]
作詞：西沢爽、作曲：遠藤実、編曲：石倉重信
※原曲歌唱：梶光夫
12. ラブユー東京 [3:05]
作詞：上原尚、作曲：中川博之、編曲：石倉重信
※原曲歌唱：黒沢明とロス・プリモス